# Гровенор, Ричард, 2-й маркиз Вестминстер

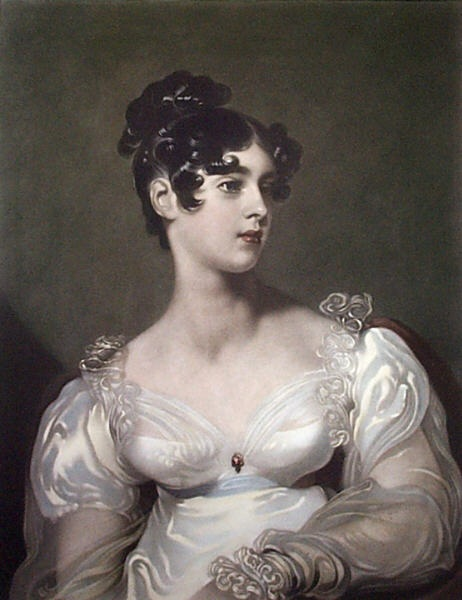
Элизабет, маркиза Вестминстер (1797—1891), портрет сэра Томаса Лоуренса

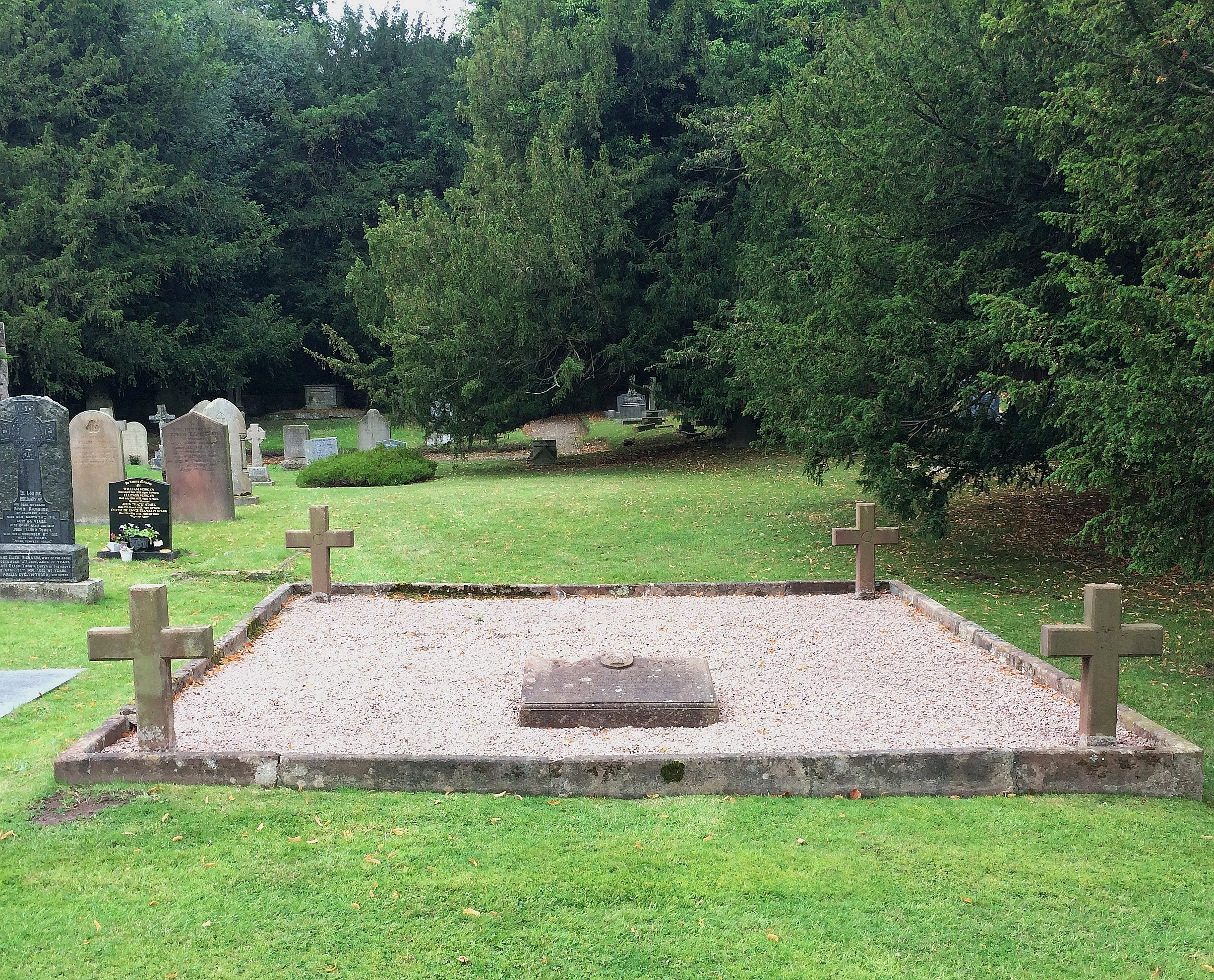
Церковь Святой Марии в Экклстоне: ограда, отмечающая место расположения фамильного склепа Гровеноров внутри разрушенной старой церкви.

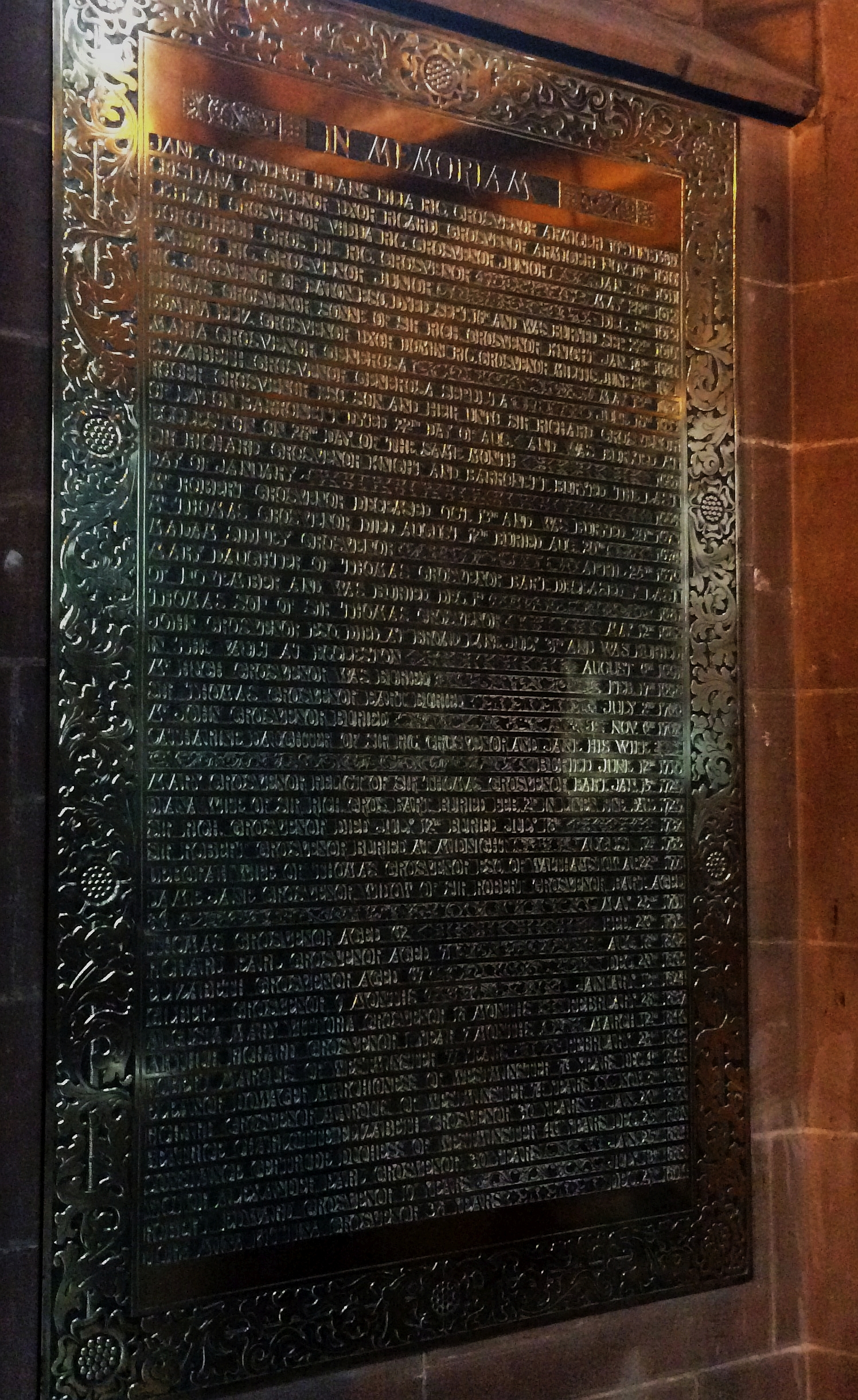
Церковь Святой Марии, Экклстон: табличка в новой церкви, в которой перечислены Гровеноры, похороненные в разрушенной старой церкви

 Ричард Гровенор, 2-й маркиз Вестминстер (англ. Richard Grosvenor, 2nd Marquess of Westminster; 27 января 1795 — 31 октября 1869) — английский аристократ, политик, землевладелец, застройщик и благотворитель.
С 1795 по 1802 год — достопочтенный Ричард Гровенор, с 1802 по 1831 год — виконт Белгрейв, с 1831 по 1845 год — граф Гровенор. Титулатура: 2-й маркиз Вестминстер (с 17 февраля 1845 года), 3-й граф Гровенор (с 17 февраля 1845), 3-й виконт Белгрейв (с 17 февраля 1845), 3-й барон Гровенор из Итона (с 17 февраля 1845), 9-й баронет Гровенор из Итона (с 17 февраля 1845 года).

## Предыстория и образование
Гровенор родился 27 января 1795 года в Миллбэнк-Хаусе, Вестминстер, Лондон, старший из трех сыновей Роберта Гровенора, 1-го маркиза Вестминстера (1767—1845), и Леди Элеоноры Эгертон (1770—1846). Он получил образование в Вестминстерской школе и Крайст-черче (Оксфордский университет), где окончил магистратуру. В 1815 году он совершил Гран-тур.

## Политическая и общественная жизнь
В 1818 году Ричард Гровенор был избран депутатом в Палату общин от Честера (партия вигов), а затем назначен мировым судьей. В 1830 году он был избран депутатом от Чешира, пока избирательный округ не был разделен в 1832 году, и с тех пор до 1834 года он представлял Южный Чешир. Он был лордом-лейтенантом графства Чешир с 1845 по 1867 год и лордом-стюардом королевского двора с 1850 по 1852 год в администрации вигов, возглавляемой лордом Джоном Расселом. 22 марта 1850 года Ричард Гровенор был принят в Тайный совет Великобритании. 6 июля 1857 года он был награжден Орденом Подвязки. О его политической деятельности говорят, что «он редко выступал в Палате лордов».

## Развитие усадьбы
Гровенор «посвятил себя … улучшению своей лондонской собственности» и добавил к ней свои владения в Дорсете и Чешире; он был описан как «образцовый землевладелец». Итон-Холл, Чешир, был перестроен в ярком готическом стиле для своего отца Уильямом Порденом. Гровенор поручил шотландскому архитектору Уильяму Берну внести в него изменения, в том числе поднять центр южного фасада, чтобы он выглядел как башня . Берн также спроектировал для него Фонхилл-Хаус в Уилтшире в шотландском баронском стиле. В своих поместьях Ричард Гровенор построил фермы, школы и «многочисленные» коттеджи . Среди его школ были Бишопсфилдские школы в Хуле, Честер. Он также заказал Ратушу Шафтсбери для жителей города.

## Личность и личные интересы

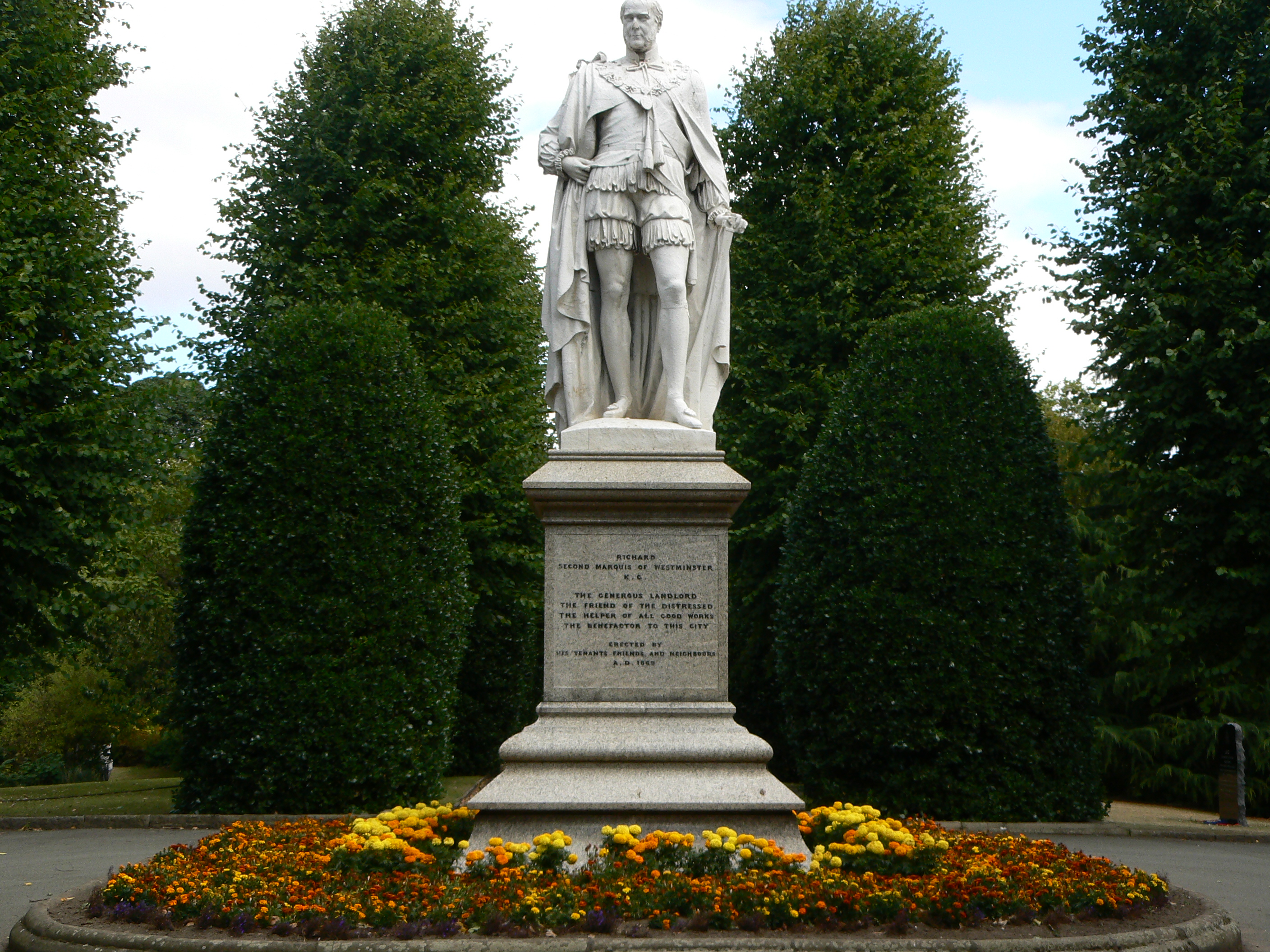
Статуя маркиза Гровенора в одноименном парке в Честере

Гровенор продолжал семейный интерес к скачкам и, когда он жил в загородном поместье, он проводил время на охоте и рыбалке. Он щедро жертвовал на благотворительность, строил и восстанавливал церкви. Он был одним из первых покровителей Честер архитектор Джон Дуглас . В 1865—1866 годах Дуглас спроектировал для него церковь Святого Иоанна в его имении в деревне Олдфорд. Примерно в то же время Гровенор передал городскому совету поля в Честере для создания Гровенор-парка. Для этого парка Дуглас разработал ряд предметов, в том числе входную лоджию, ворота и крышку колодца Билли Хобби. В 1865 году граждане Честера начали собирать деньги на установку статуи, «чтобы отметить общественную и частную ценность его светлости, а также высокую оценку, которой он пользуется среди своих соседей и арендаторов, а также среди всех сословий. сообщество». Более 5000 фунтов стерлингов (что эквивалентно 480 000 фунтов стерлингов на 2019 год). Статуя, изображающая маркиза в его подвязках, была спроектирована Томасом Торникрофтом и установлена в 1869 году; он до сих пор стоит в Гровенор-парке.
Родители Гровенора привили своим детям «высокие моральные принципы», и они остались с Ричардом на протяжении всей его жизни. Его описывают как «человека с суровым характером и непоколебимой преданностью своему долгу семейного человека, политика и домовладельца». В его некрологе в «Таймс» говорится, что «он управлял своим обширным имением с комбинацией ума и щедрости, о которой не часто можно было слышать».

## Семья
Маркиз Вестминстер женился на Леди Элизабет Левесон-Гоуэр (8 ноября 1797 — 11 ноября 1891), младшей дочери Джорджа Левесон-Гоуэр, 2-го маркиза Стаффорда (затем 1-го герцога Сазерленда), в 1819 году. После вступления в брак, Вестминстер и его жена изначально жили на Итон-Холл, графство Чешир. Во время лондонского сезона, начиная с апреля каждого года, семья жила в Гровенор-хаусе. В 1827 году супруги посетили Норвегию, Швецию и Россию, а в 1835—1836 годах совершили турне по Германии и Италии. Когда 1-й маркиз Вестминстер скончался в 1845 году, они, следуя семейной традиции, использовали Итон-Холл как свой загородный дом, а Гровенор-хаус — как свою лондонскую резиденцию, где они щедро принимали гостей.
У лорда Вестминстера и его жены было тринадцать детей, десять из которых дожили до совершеннолетия, а трое — до девяноста лет. Их второй сын Хью Лупус Гровенор (1825—1899) сменил его на посту 3-го маркиза Вестминстера. Позднее он был провозглашен 1-м герцогом Вестминстером . Их младший сын лорд Ричард Гровенор (1837—1912) получил титул барона Сталбриджа.
- Леди Элеонора Гровенор (22 октября 1820 — 4 мая 1911), муж — Элджернон Перси, 4-й герцог Нортумберленд (1792—1865)
- Леди Мэри Фрэнсис Гровенор (2 декабря 1821 — 2 января 1912), муж — Томас Паркер, 6-й граф Макклсфилд[англ.] (1811—1896)
- Гилберт Гровенор (10 апреля 1823 — 2 января 1824)
- Леди Элизабет Гровенор (9 июля 1824 — 16 декабря 1899), муж — Бейлби Лоули, 2-й барон Уэнлок[англ.] (1818—1880)
- Хью Лупус Гровенор, 3-й маркиз Вестминстер (13 октября 1825 — 22 декабря 1899)
- Леди Эвелин Гровенор (16 декабря 1826 — 25 января 1839)
- Леди Каролина Амелия Гровенор (14 июня 1828 — 24 марта 1906), муж — Уильям Ли, 2-й барон Ли[англ.] (1824—1905)
- Леди Октавия Гровенор (22 сентября 1829 — 29 мая 1921), муж — сэр Майкл Шоу-Стюарт, 7-й баронет (1826—1903)
- Леди Агнес Гровенор (24 января 1831 — 22 января 1909), муж — сэр Арчибальд Кэмпбелл, 3-й баронет (1825—1866)
- Лорд Гилберт Норман Гровенор (6 января 1833 — 20 марта 1854)
- Леди Джейн Луиза Октавия Гровенор (29 августа 1834 — 13 июля 1921), 1-й муж — Гамел Пеннингтон, 4-й барон Манкастер[англ.] (1831—1862), 2-й муж — Хью Барлоу Линдсей (1832—1913).
- Ричард Гровенор, 1-й барон Сталбридж[англ.] (28 января 1837 — 18 мая 1912)[15]
- Леди Теодора Гровенор (7 июля 1840 — 24 марта 1924), муж — писатель Томас Мертир Гест (1838—1904)[16].

74-летний Лорд Вестминстер скончался в Фонтхилл-Хаусе, Фонхилл-Гиффорд в Уилтшире 31 октября 1869 года после непродолжительной болезни и был похоронен в семейном склепе в церкви Святой Марии, Экклстон, Чешир. Его состояние на момент смерти составляло менее 800 000 фунтов стерлингов (что эквивалентно 74 440 000 фунтов стерлингов по состоянию на 2019 год). Леди Вестминстер умерла в 1891 году и была похоронена на кладбище Святой Марии в Моткомбе, Дорсет, Англия, прямо заявив в своем завещании о своем желании быть похороненной там среди своих родственников.

## Мемориалы
Вестминстерская мемориальная больница в Шафтсбери, графство Дорсет, была основана в память о Гровеноре в 1871 году . Недалеко от восточного конца Пимлико-Роуд в Вестминстере, Лондон, находится питьевой фонтан, украшенный мозаикой в его честь.